# Dąbrowa (las)

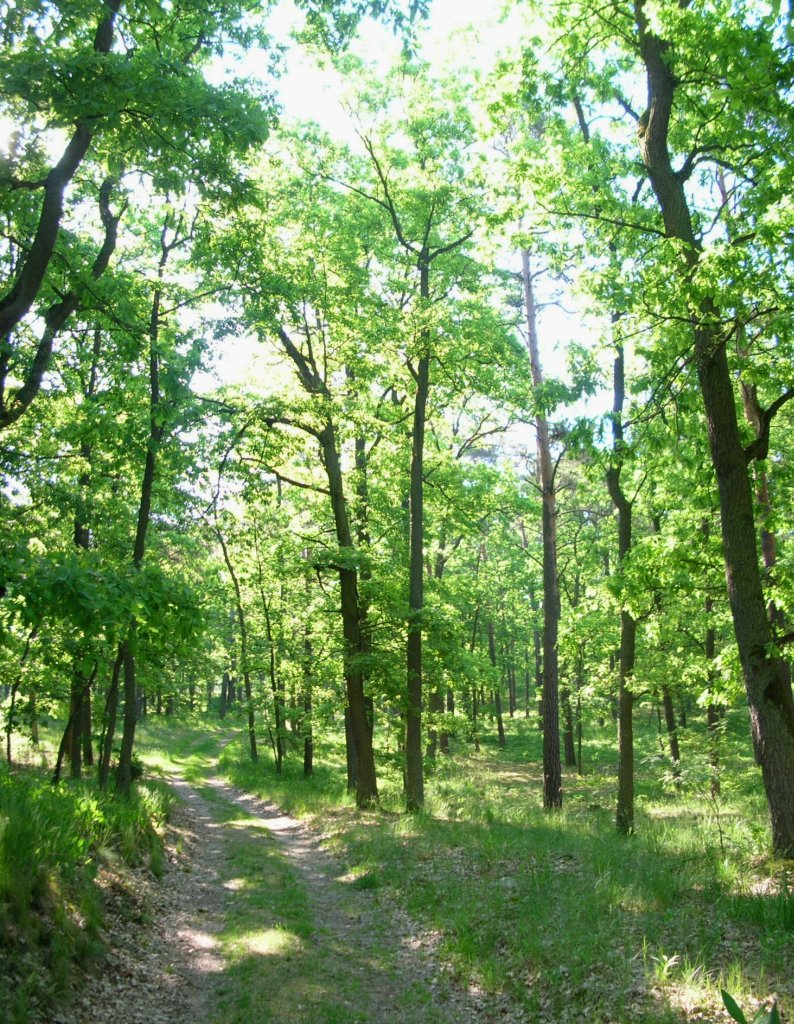
Dąbrowa świetlista w rezerwacie Dziki Ostrów koło Bydgoszczy – latem...

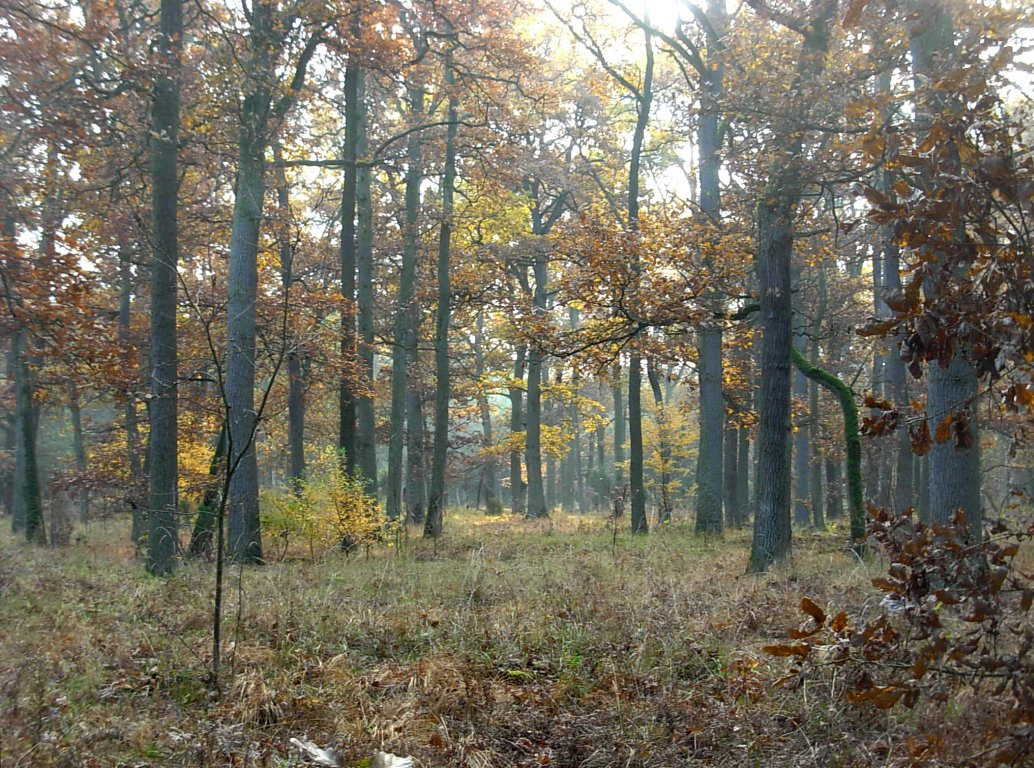
...i jesienią

Dąbrowa – las liściasty lub zarośla z przewagą drzewostanu dębowego, obszar leśny (zespół leśny), dokładnie typ lasu liściastego, z drzewostanem dębowym (różne gatunki z rodzaju Quercus).

## Nazwa
Nazwa wywodzi się z języka prasłowiańskiego. Pierwsze zachowane zapisy tej nazwy w języku polskim pochodzą ze średniowiecza: dąbrowa (1220, 1259), dąbrowy (1474). Określenie to stało się nazwą wielu miejscowości w Polsce o nazwie Dąbrowa. Według rejestru TERYT jest ich w Polsce 215, w tym 118 podstawowych.

## Typy dąbrów

### Dąbrowy kserotermiczne („świetliste”) (rządQuercetalia pubescenti-petraeae,Querco-Fagetea)
W Polsce jako zbiorowiska ekstrazonalne. Występują na suchych glebach piaszczysto-gliniastych, zasobnych w wapń. Utworzone głównie z dębu bezszypułkowego z domieszką sosny. Runo bogate w gatunki ciepłolubne i światłożądne.
Dąbrowa świetlista jest uznawana za najbogatszy florystycznie zespół leśny Polski.
W warstwie krzewów charakterystyczne są: leszczyna, trzmielina brodawkowata, suchodrzew pospolity, kruszyna, szakłak i głogi.
W warstwie zielnej występują rośliny należące do różnych grup ekologiczno-socjologicznych, m.in.: pięciornik biały, dzwonek brzoskwiniolistny, miodunka wąskolistna, jaskier wielokwiatowy, miodownik melisowaty, pierwiosnek lekarski i dziurawiec skąpolistny. Licznie reprezentowane są gatunki typowe dla żyznych lasów liściastych, np. zawilec gajowy, perłówka zwisła, wiechlina gajowa, kłosownica leśna, lilia złotogłów i pszeniec gajowy. Stałymi komponentami runa są niektóre gatunki borowe, głównie borówka czarna, borówka brusznica i siódmaczek leśny.
Inną grupą roślin są liczne gatunki typowe dla ciepłolubnych zbiorowiskach okrajkowych: kokoryczka wonna, traganek szerokolistny, koniczyna dwukłosowa, bodziszek krwisty, przytulia właściwa i inne. Oprócz nich znaczący udział mają gatunki łąkowe, rzadsze są gatunki charakterystyczne dla ciepłolubnych muraw o charakterze stepowym.
Warstwa porostowo-mszysta jest zwykle słabo rozwinięta, a tworzą ją takie gatunki jak: żurawiec falisty, rokietnik pospolity i płonnik strojny.

### Dąbrowy acydofilne („kwaśne”) (klasaQuercetea robori-petraeae)
Średnio żyzne, występują na kwaśnych, gruboziarnistych glebach. Utworzone z dębu bezszypułkowego z domieszką buka.
- niżowe (runo z obfitym udziałem krzewinek)
- dąbrowy podgórskie (runo trawiasto-zielne z nielicznymi krzewinkami)